# Dave van den Bergh
Dave van den Bergh es un exfutbolista nacido en Ámsterdam, Países Bajos. 

## Biografía
Se desempeñaba en cualquier posición del mediocampo, su posición natural era la de extremo izquierdo. Ha pasado por varios equipos europeos, salió de la cantera del Ajax y recaló en la temporada 97/98 en España el Rayo Vallecano de Madrid, consiguiendo entre otras cosas, un ascenso a primera división y clasificación para la UEFA al año siguiente. De España volvió a su país de origen, Países Bajos, en el que jugó en el Utrecht en el que militó 6 temporadas consiguiendo incluso la internacionalidad con los Países Bajos. El año 2006 probó el fútbol norteamericano jugando en el Kansas City Wizards y el Red Bull New York hasta hoy en el FC Dallas.

## Estadísticas
| Liga                       | Partidos | Goles |
| -------------------------- | -------- | ----- |
| Eredivisie                 | 196      | 30    |
| Segunda División de España | 22       | 4     |
| Primera División de España | 25       | 2     |
| UEFA Cup                   | 12       | 2     |
| Major League Soccer        | 71       | 12    |